# Sudamericano de Rugby A 2009
El Sudamericano de Rugby A del 2009 se disputó en Uruguay a excepción del enfrentamiento entre Chile y Brasil celebrado en Viña del Mar, Chile. Contó de 2 fases, la primera fue un cuadrangular que integraron los seleccionados de Brasil, Paraguay, Chile y Uruguay; y en la segunda el seleccionado argentino jugó contra el segundo de la anterior clasificación y días más tarde contra el primero.

## Equipos participantes
- Selección de rugby de Argentina A (Jaguares)
- Selección de rugby de Brasil (Los Vitória-régia)
- Selección de rugby de Chile (Los Cóndores)
- Selección de rugby de Paraguay (Los Yacarés)
- Selección de rugby de Uruguay (Los Teros)

## Primera Fase
Los partidos en que Brasil, Chile y Uruguay se enfrentaron entre ellos fueron clasificatorios para la Copa Mundial de Rugby de 2011, los Teros ganaron el triangular por lo que continuaron con el play-off y luego de una larga carrera enfrentando a los Estados Unidos, a Kazajistán y a Rumania quedaron fuera de la cita mundialista.

### Posiciones
| Pos. | Equipo   | Encuentros | Encuentros | Encuentros | Encuentros | Tantos  | Tantos    | Tantos     | Puntos |
| Pos. | Equipo   | jugados    | ganados    | empatados  | perdidos   | a favor | en contra | diferencia | Puntos |
| ---- | -------- | ---------- | ---------- | ---------- | ---------- | ------- | --------- | ---------- | ------ |
| 1    | Uruguay  | 3          | 3          | 0          | 0          | 202     | 19        | + 183      | 9      |
| 2    | Chile    | 3          | 2          | 0          | 1          | 122     | 62        | + 60       | 7      |
| 3    | Brasil   | 3          | 1          | 0          | 2          | 42      | 171       | - 129      | 5      |
| 4    | Paraguay | 3          | 0          | 0          | 3          | 41      | 155       | - 114      | 3      |

Nota: Se otorgan 3 puntos al equipo que gane un partido, 2 al que empate, 1 al que pierda

### Resultados[2]

#### Primera Fecha
| 25 de abril 16:00 | Chile | 79 - 3  | Brasil | cancha del The Mackay School, Viña del Mar, Chile |  |
|                   |       | Reporte |        |                                                   |  |

| 25 de abril 15:30 | Uruguay | 85 - 7  | Paraguay | Estadio Charrúa, Montevideo, Uruguay |  |
|                   |         | Reporte |          |                                      |  |

#### Segunda Fecha
| 29 de abril 13:30 | Chile | 34 - 13 | Paraguay | Estadio Charrúa, Montevideo, Uruguay |  |
|                   |       | Reporte |          |                                      |  |

| 29 de abril 15:30 | Uruguay | 71 - 3  | Brasil | Estadio Charrúa, Montevideo, Uruguay |                                      |
|                   |         | Reporte |        | Árbitro(s): Javier Mancuso Argentina | Árbitro(s): Javier Mancuso Argentina |

#### Tercera Fecha
| 2 de mayo 13:30 | Brasil | 36 - 21 | Paraguay | Estadio Charrúa, Montevideo, Uruguay |  |
|                 |        | Reporte |          |                                      |  |

| 2 de mayo 15:30 | Uruguay | 46 - 9  | Chile | Estadio Charrúa, Montevideo, Uruguay  |                                       |
|                 |         | Reporte |       | Árbitro(s): Federico Cuesta Argentina | Árbitro(s): Federico Cuesta Argentina |

## Segunda Fase

### Resultados

#### Cuarta Fecha
| 20 de mayo 15:30 | Jaguares | 89 - 6  | Chile | Estadio Charrúa, Montevideo, Uruguay |                                     |
|                  |          | Reporte |       | Árbitro(s): Gustavo Gerbasi Uruguay  | Árbitro(s): Gustavo Gerbasi Uruguay |

#### Quinta Fecha
| 23 de mayo 15:30 | Uruguay | 9 - 33  | Jaguares | Estadio Charrúa, Montevideo, Uruguay |                              |
|                  |         | Reporte |          | Árbitro(s): Jaime Vial Chile         | Árbitro(s): Jaime Vial Chile |

| Bandera de Argentina |
| Campeón Argentina    |
| Trigésimo título     |